# Vaccinium coelorum
Vaccinium coelorum är en ljungväxtart som beskrevs av Herbert Fuller Wernham. Vaccinium coelorum ingår i Blåbärssläktet, och familjen ljungväxter. Inga underarter finns listade i Catalogue of Life.